# 洪慧珠

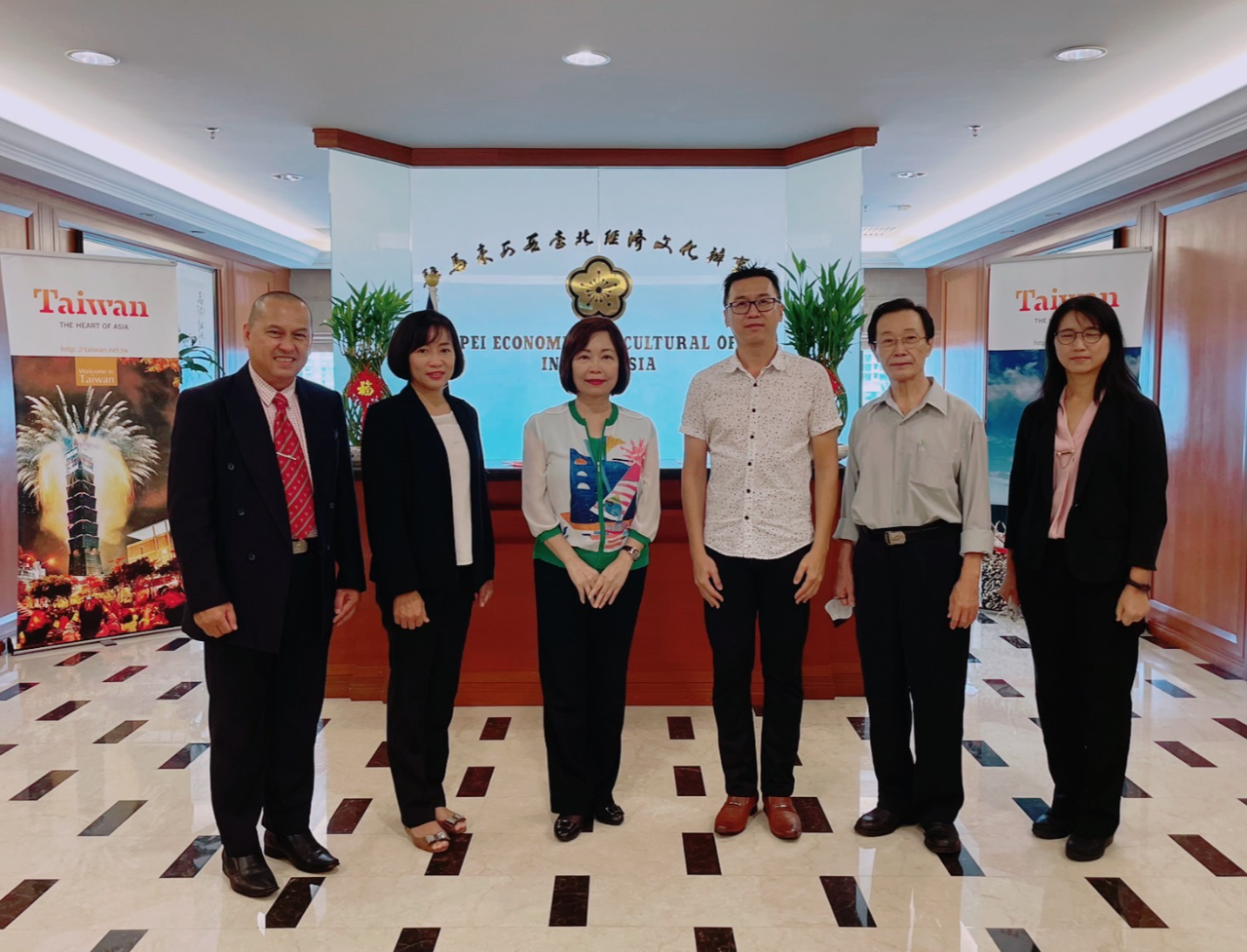
2022年7月，駐馬來西亞代表洪慧珠（中左）於代表處與訪客合影。

洪慧珠，中華民國外交官、政府官員。畢業於國立臺灣大學法律學系學士、國立政治大學外交研究所碩士、加州大學柏克萊分校法學碩士。曾任駐美國臺北經濟文化代表處國會組長、外交部條約法律司副司長、外交部歐洲司長、駐波士頓臺北經濟文化辦事處總領事銜處長、駐美國臺北經濟文化代表處公使銜副代表、外交部外交及國際事務學院副院長、駐馬來西亞臺北經濟文化辦事處大使銜代表等職務。

## 職業生涯
2009年4月，對於法国总统萨科齐与中華人民共和國主席胡锦涛在英國倫敦的20國集團峰會前举行会谈並發布《新闻公报》，中方指萨科齐表示「我堅持認為只有一个中国，台灣和西藏都是中國領土不可分割的一部分。」中華民國外交部欧洲司长洪慧珠則指出，該《新闻公报》中，法方重申「一中政策」，坚持西藏为中国领土不可分割的一部分，但「公报内容没有提到台湾」。经由駐法國台北代表處向法國外交部亚太司查证，兩人会谈的主题是双边关係与西藏议题，萨科齐是阐述欧洲联盟的一中问题时，重申法方一贯立场，并未改变对台政策。洪慧珠再指出，外交部已训令驻法國代表处致函法方，严正声明“中华民国是主权独立国家的事实不容质疑，新政府积极推动搁置主权争议、追求双赢的大陆政策已使得台海兩岸气氛趋缓，但台海两岸仍为对等、互不隶属的关系。”
2009年8月，外交部歐洲司長洪慧珠轉任駐波士頓辦事處長，也是該處首位的女性處長。期間多次投書美国媒体，對於台灣參與联合国气候变化框架公约，以及釣魚臺列嶼主權問題發表看法。
2019年2月，高雄市長韓國瑜夫婦訪問馬來西亞，因為見不到馬來西亞的高層官員，傳出是蔡英文政府在「卡韓」，駐馬來西亞代表洪慧珠先前返回台灣後，又和韓國瑜同班機前往馬來西亞，而韓國瑜和商界人士簽約時，洪慧珠也在場，但和韓國瑜完全沒互動，洪慧珠上台致詞，也一直強調政府農產外銷的成績。對此，洪慧珠表示「真的沒有（打壓），我們是行政中立，我們對於國內的訪團，我昨天也講過了，我們一定是全力協助，我就是回台休假，因為過年沒回去嘛，總是回去看看家人。」
2020年10月，1名就讀臺灣長榮大學的馬來西亞籍女學生，在返回校外宿舍時被性侵殺害後棄屍，引起兩地關注。其父母從吉隆坡搭機前往台灣，駐馬來西亞代表洪慧珠親自送機，並表示以「為母的心」感受到父母的傷痛，「這是一個需要療癒的過程，他們要堅強，因為還有兩個兒子需要他們照顧。」「我們深切理解馬來西亞社會對此刑案的感受，更理解家屬的心情，將持續提供有必要的協助。」